# Jaguar XJR-16
La Jaguar XJR-16 è una vettura da competizione costruita dalla da TWR e schierata dalla casa automobilistica britannica Jaguar nel Campionato IMSA GT 1991.
Le Jaguar XJR-16 ha gareggiato per tutta la stagione 1991, per poi essere sostituita dalla Jaguar XJR-14.

## Palmarès
- 300  km Road Atlanta 1991
- 300 km di Mid-Ohio 1991
- 300  km di Laguna Seca 1991
- 300  km di Road America 1991[4]